# フォロー・ザ・ブラインド
『フォロー・ザ・ブラインド』（原題：Follow the Blind）はドイツのヘヴィメタルバンド、ブラインド・ガーディアンが1989年に発表した2作目のスタジオ・アルバム。
ハロウィンのカイ・ハンセンがゲストミュージシャンとして参加したことで話題になる。

## 解説
ハンズィはインタビューでアルバム制作当時、彼らはフォビドゥンやヴァイオレンスなどのスラッシュメタルバンドに強い影響を受けていたため、構成面で似たようなことを試みた。しかし、当時の彼らの演奏技術に限界があり、一貫して速い曲を演奏するバンドとしては他のバンドに比べて遅れをとっていた。（Rock Hard Magazine Deutschland Ausgabe 177）
このアルバムは、日本盤未発売ながら輸入盤の売上としては異例ながら大成功を収めたことで、次作からビクター音楽産業株式会社（現：ビクターエンタテインメント）との契約を結んだ。その後、1992年に初来日に彼らの初めてのライブアルバムである「トーキョー・テイルズ」の発売と大成功を収めた。
1994年までのライブのセットリストでは、「インクウィジション」から「バニッシュ・フロム・サンクチュアリー」という流れがイントロとして使われていた。現在、「ヴァルハラ」以外がライブで演奏されることは稀である。

## リマスター
2007年にリミックス・リマスターされ、ボーナストラックが追加されたバージョンが発売。
また、2013年に発売された「ア・トラヴェラーズ・ガイド・トゥ・スペース・アンド・タイム（A Traveler's Guide to Space and Time）」という限定ボックスセットには、ミキシングを若干の調整を加えた新たなリマスター盤が収録。

## 収録曲
|                                    | タイトル                                                                                | 作詞                                                                                  | 作曲                                                                                                 | 演奏時間 | 解説 |
| ---------------------------------- | --------------------------------------------------------------------------------------- | ------------------------------------------------------------------------------------- | --- | -------- | --- |
| 1                                  | インクウィジション Inquisition                                                          | -                                                                                     | ハンズィ・キアシュ、アンドレ・オルブリッチ、マーカス・ズィーペン、トーマス ・"トーメン"・ スタッシュ | 0:40     | インストゥルメンタル。モンティ・パイソンの映画『ホーリー・グレイル』が題材                                                                                         |
| 2                                  | バニッシュ・フロム・サンクチュアリー Banish from Sanctuary                              | キアシュ                                                                              | キアシュ、オルブリッチ、ズィーペン、スタッシュ                                                       | 5:27     | 『新約聖書』の洗礼者ヨハネが題材 |
| 3                                  | ダムド・フォー・オール・タイム Damned for All Time                                      | キアシュ                                                                              | キアシュ、オルブリッチ、ズィーペン、スタッシュ                                                       | 4:57     | マイケル・ムアコックのエターナル・チャンピオンシリーズが題材 |
| 4                                  | フォロー・ザ・ブラインド Follow the Blind                                               | キアシュ                                                                              | キアシュ、オルブリッチ、ズィーペン、スタッシュ                                                       | 7:10     | スティーヴン・キングとピーター・ストラウブの共著『タリスマン』が題材                                                                                               |
| 5                                  | ホール・オブ・ザ・キング Hall of the King                                               | キアシュ                                                                              | キアシュ、オルブリッチ、ズィーペン、スタッシュ                                                       | 4:16     | |
| 6                                  | ファースト・トゥ・マッドネス Fast to Madness                                            | キアシュ                                                                              | キアシュ、オルブリッチ、ズィーペン、スタッシュ                                                       | 5:57     | マイケル・ムアコックのエルリック・サーガが題材 |
| 7                                  | ビヨンド・ジ・アイス Beyond the Ice                                                     | キアシュ                                                                              | キアシュ、オルブリッチ、ズィーペン、スタッシュ                                                       | 3:28     | インストゥルメンタル |
| 8                                  | ヴァルハラ Valhalla                                                                     | キアシュ                                                                              | キアシュ、オルブリッチ、ズィーペン、スタッシュ                                                       | 4:56     | |
| 9                                  | バーバラ・アン Barbara Ann ～ ロング・トール・サリー Long Tall Sally                    | Fred Fassert リチャード・ペニーマン、ロバート・ブラックウェル、エノトリス・ジョンスン | Fred Fassert リチャード・ペニーマン、ロバート・ブラックウェル、エノトリス・ジョンスン                | 1:43     | 『ビーチボーイズ』等がカヴァーしたことで有名なリージェンツの「バーバラ・アン」とリトル・リチャードの「ロング・トール・サリー（のっぽのサリー）」のメドレーカヴァー |
| ボーナストラック                   |                                                                                         |                                                                                       | |          | |
| 10                                 | ドント・ブレイク・ザ・サークル Don't Break the Circle                                   | Mal Spooner, Dave Hill                                                                | Mal Spooner, Dave Hill                                                                               | 4:28     | イギリスのヘヴィメタルバンド、Demonのアルバム『The Unexpected Guest』 (1982)』の収録曲のカヴァー                                                                   |
| 2007年リマスター盤ボーナストラック |                                                                                         |                                                                                       | |          | |
| 11                                 | マジェスティ（デモ・ヴァージョン） Majesty (Demo Version)                               | キアシュ                                                                              | キアシュ、オルブリッチ、ズィーペン、スタッシュ                                                       | 7:28     | オリジナルは前作に収録 |
| 12                                 | トライアル・バイ・ジ・アーカン（デモ・ヴァージョン） Trial by the Archon (Demo Version) | -                                                                                     | キアシュ、オルブリッチ、ズィーペン、スタッシュ                                                       | 1:41     | オリジナルは前作に収録。インストゥルメンタル |
| 13                                 | バタリアンズ・オブ・フィア（デモ・ヴァージョン） Battalions of Fear (Demo Version)      | キアシュ                                                                              | キアシュ、オルブリッチ、ズィーペン、スタッシュ                                                       | 6:06     | オリジナルは前作に収録 |
| 14                                 | ラン・フォー・ザ・ナイト（デモ・ヴァージョン） Run for the Night (Demo Version)         | キアシュ                                                                              | キアシュ、オルブリッチ、ズィーペン、スタッシュ                                                       | 3:33     | オリジナルは前作に収録 |

※2007年盤では、9曲目と10曲目の収録順が入れ替わっている

## 参加ミュージシャン
- ハンズィ・キアシュ - ボーカル、ベース
- アンドレ・オルブリッチ - リードギター、バッキング・ボーカル
- マーカス・ズィーペン - リズムギター、バッキング・ボーカル
- トーマス ・"トーメン"・ スタッシュ - ドラムス

ゲスト・ミュージシャン
- カイ・ハンセン（Kai Hansen） - ギター・ソロとバッキング・ボーカル（8曲目)
※ハロウィン、ガンマ・レイ
- トーマス・ハックマン（Thomas Hackmann） - バッキング・ボーカル
- アマン・マレク（Aman Malek） - バッキング・ボーカル
- ロルフィ・ケーラー（Rolfi Köhler） - バッキング・ボーカル
- カレ・トラップ（Kalle Trapp） - バッキング・ボーカル、リードギター（8曲目)
- マティアス・ヴィーズナー（Mathias Wiesner） - キーボード

プロダクション
- プロデューサー - カレ・トラップ（Kalle Trapp）
- レコーディングスタジオ - カロ・スタジオ（Karo Studio） / ミュンスター
- エグゼクティブ・プロデューサー - チャーリー・リン（Charly Rinne）
- アルバムジャケットデザイン - Van Waay Design